# Tomer Sisley
Tomer Sisley, nato Tomer Gazit (Berlino, 4 agosto 1974), è un attore e comico francese con cittadinanza israeliana.

## Biografia
Nato a Berlino da genitori ebrei israeliani che si erano trasferiti in Germania per lavoro, entrambi ricercatori di dermatologia. Ha origini bielorusse e lituane da parte dei nonni paterni e yemenite da quella dei nonni materni. Quando aveva 9 anni i suoi genitori si separarono; nel 1983 si trasferì con suo padre nel sud della Francia. Ha studiato prima al Centro Internazionale di Valbonne e successivamente alla bilingue Università di Nizza Sophia Antipolis.
Tomer è di doppia cittadinanza francese e israeliana, e parla diverse lingue tra cui francese, inglese, tedesco, ebraico e yiddish.

### Carriera
Inizia la sua carriera nel 1996 e con il nome d'arte di Tomer Sisley prende parte a sit-com e altre produzioni televisive. Piano piano inizia a farsi un nome come cabarettista e allestisce diversi spettacoli. Nel 2003 è stato il primo cabarettista francese a vincere il festival Just for Laughs, uno dei più noti festival di commedia al mondo. 
Tra i suoi primi film c'erano il film tunisino Bedwin Hacker, la commedia drammatica Virgil, la commedia romantica francese Toi et Moi. Nel 2008 ottiene il suo primo ruolo da protagonista in Largo Winch, adattamento cinematografico dell'omonimo fumetto belga. Per la sua interpretazione ottiene il premio come rivelazione maschile ai Étoile d'Or. Nel 2011 riprese il ruolo nel sequel The Burma Conspiracy - Largo Winch 2, dove recita al fianco di Sharon Stone, ma il film non ottiene lo stesso successo del precedente. Nello stesso anno recita in Notte bianca, scritto e diretto da Frédéric Jardin.

Nel 2013 inizia ad avvicinarsi a produzioni hollywoodiane e ottiene una parte nella commedia Come ti spaccio la famiglia. Nello stesso anno recita nel film francese Angelica. Parallelamente all'attività d'attore continua a lavorare come cabarettista. In campo televisivo ha recitato nella miniserie televisiva Les Innocents ed è protagonista della serie TV investigativa Balthazar. Nel 2019 fa parte del cast della serie di Netflix Messiah, dove interpreta Aviram Dahan, un ufficiale dell'intelligence israeliana Shin Bet. Tomer Sisley è dal 2019 il volto della maison Cerruti.

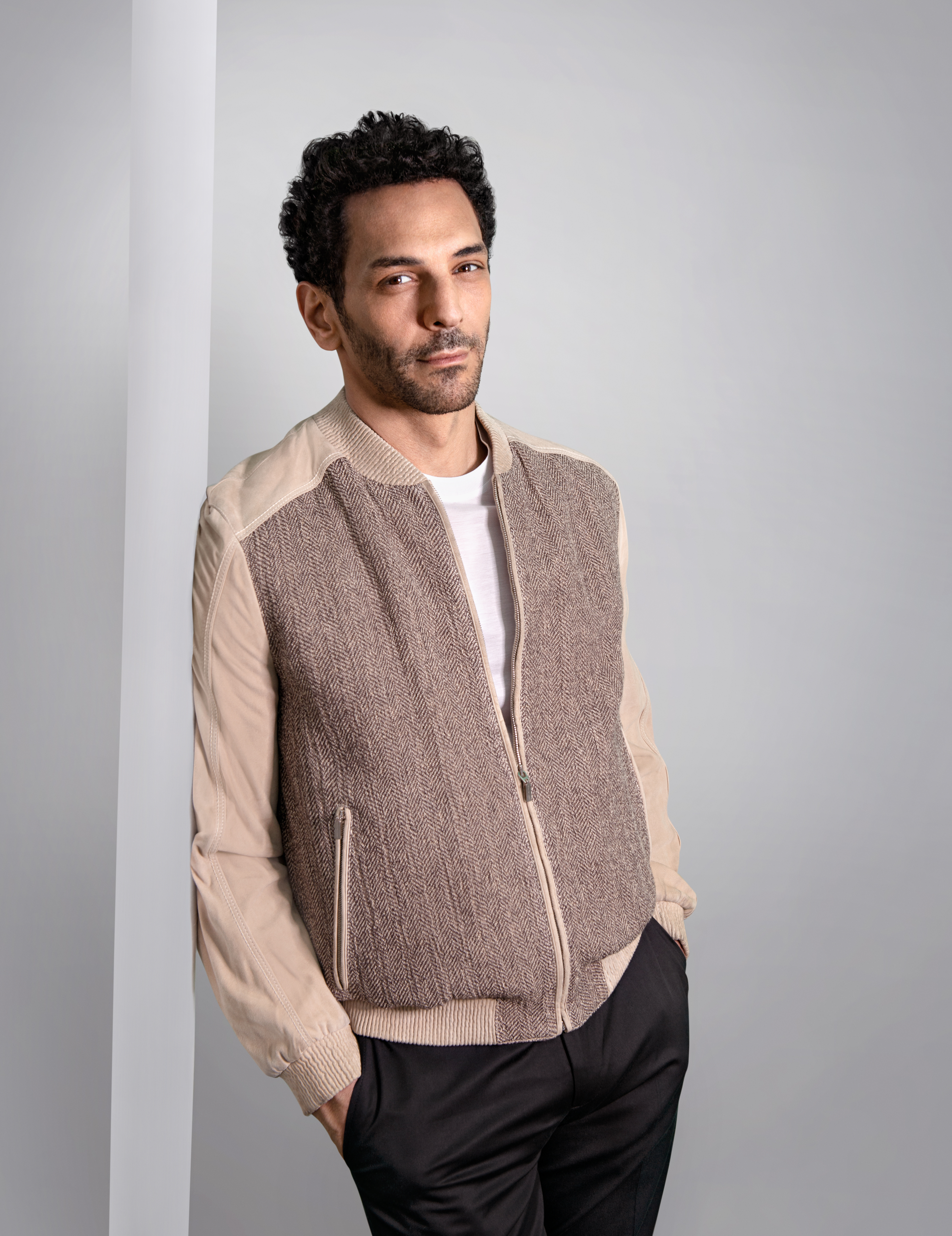
Tomer Sisley

### Vita privata
Sisley ha due figli: Liv Shaya (2008) e Levin (2011), avuti dall'ex compagna Julie Madar. Dal 2017 è sposato con l'editorialista Sandra de Matteis. Sisley pratica diversi sport, tra cui Krav Maga, jujutsu e pugilato. Inoltre è pilota di elicotteri e pratica paracadutismo, parapendio e sci estremo.

## Filmografia

### Attore

#### Cinema
- Alliance cherche doigt, regia di Jean-Pierre Mocky (1996)
- Absolument fabuleux, regia di Gabriel Aghion (2001)
- Dédales, regia di René Manzor (2003)
- Bedwin Hacker, regia di Nadia El Fani (2003)
- Virgil, regia di Mabrouk El Mechri (2005)
- Toi et Moi, regia di Julie Lopes-Curval (2006)
- Nativity, regia di Catherine Hardwicke (2006)
- Truands, regia di Frédéric Schoendoerffer (2007)
- Largo Winch, regia di Jérôme Salle (2008)
- The Burma Conspiracy - Largo Winch 2 (Largo Winch II), regia di Jérôme Salle (2011)
- Notte bianca (Nuit blanche), regia di Frédéric Jardin (2011)
- Come ti spaccio la famiglia (We're the Millers), regia di Rawson Marshall Thurber (2013)
- Kidon, regia di Emmanuel Naccache (2013)
- Angelica (Angélique), regia di Ariel Zeitoun (2013)
- Rabin, the Last Day, regia di Amos Gitai (2015)
- Le serpent aux mille coupures, regia di Eric Valette (2017)
- Lucky Day, regia di Roger Avary (2019)
- Don't Look Up, regia di Adam McKay (2021)
- Largo Winch - Il prezzo del denaro (Largo Winch: Le prix de l'argent), regia di Olivier Masset-Depasse (2024)

#### Televisione
- Highlander – serie TV, 1 episodio (1996)
- Commissario Navarro (Navarro) – serie TV, 1 episodio (1998)
- Il commissariato Saint Martin (P.J.) – serie TV, 1 episodio (2001)
- La commune – serie TV, 8 episodi (2007)
- Les Innocents – miniserie TV, 6 episodi (2018)
- Philharmonia – serie TV, 6 episodi (2018-2019)
- Balthazar – serie TV, 38 episodi (2018-2023)
- Messiah – serie TV, 10 episodi (2020)
- Madre Perfetta – miniserie TV, 4 episodi (2022)
- Vortex – miniserie TV, 6 episodi (2022)

### Doppiatore
- Kung Fu Panda, regia di Mark Osborne e John Stevenson - voce francese di Gru
- I segreti dei cinque cicloni (Kung Fu Panda: Secrets of the Furious Five), regia di Raman Hui (2008)
- La festività di Kung Fu Panda (Kung Fu Panda Holiday), regia di Tim Johnson (2010)
- Kung Fu Panda 2, regia di Jennifer Yuh Nelson (2011)

## Doppiatori italiani
Nelle versioni in italiano dei suoi film, Tomer Sisley è stato doppiato da:
- Gianfranco Miranda in The Burma Conspiracy - Largo Winch 2, Messiah
- David Chevalier in Largo Winch
- Lorenzo Scattorin in Angelica
- Claudio Moneta in Balthazar
- Diego Suarez in Come ti spaccio la famiglia
- Massimo De Ambrosis in Largo Winch - Il prezzo del denaro